# Gregor Stähli
Gregor Stähli (Zúric, Suïssa 1968) és un corredor de skeleton suís, guanyador de dues medalles olímpiques.

## Biografia
Va néixer el 28 de febrer de 1968 a la ciutat de Zúric, capital de Suïssa.

## Carrera esportiva
Va particiar, als 33 anys, en els Jocs Olímpics d'Hivern de 2002 realitzats a Salt Lake City (Estats Units), aconseguint guanyar la medalla de bronze en la prova masculina de skeleton, que tornava a la competició oficial dels Jocs després de més de cinquanta anys d'absència. En els Jocs Olímpics d'Hivern de 2006 realitzats a Torí (Itàlia) aconseguí revalidar la seva medalla de bronze, convertint-se així en el segon corredor de eskeleton en obtenir més d'una medalla en uns Jocs rere el nord-americà John Heaton. Una lesió impedí que pogués participar en els Jocs Olímpics d'Hivern de 2010 realitzats a Vancouver (Canadà).
Al llarg de la seva carrera ha aconseguit guanyar 10 medalles en el Campionat del Món de la disciplina, destacant tres medalles d'or (1994, 2000 i 2009).